# Дусан Арена
«Дусан Арена» (чеськ. Doosan Arena) — багатофункціональний стадіон у Пльзені, Чехія, домашня арена ФК «Вікторія».
Стадіон побудований протягом 1953—1955 років та відкритий у 1955 році. У 2003 та 2011 роках реконструйований. Потужність становить 11 700 глядачів.
Арена також відома під назвами «Стадіон на Штрунцових садах» та «Міський стадіон Плзені».